# Eristalis vandykei
Eristalis vandykei is een vliegensoort uit de familie van de zweefvliegen (Syrphidae). De wetenschappelijke naam van de soort werd in 1968 gepubliceerd door J.L. Nayar & F.R. Cole.